# Peter Dudzik
Peter Dudzik (* 10. April 1943 in Ratibor, Oberschlesien) ist ein deutscher Auslandskorrespondent und Fernsehjournalist.

## Leben
Den Anfang zum Journalismus hat er durch die Mitwirkung bei der Schülerzeitung gefunden. Die eigentliche Berufsausbildung erfolgte bei der  Deutschen Journalistenschule (DJS) in München. Die praktischen Erfahrungen bei der Lehrredaktion 1965–1966 in München waren ein Grundstein für seine berufliche Zukunft.
Ende September 1973, einige Tage vor dem Jom-Kippur-Krieg, hat Peter Dudzik im Kibbutz En Siwan auf den Golanhöhen ein Interview mit dem damaligen Verteidigungsminister Israels Mosche Dajan durchgeführt.
Peter Dudzik war langjähriger Sonderkorrespondent der ARD in Tel-Aviv, leitete die Redaktion Tagesschau und Tagesthemen in München und moderierte diverse Sondersendungen als Nahost-Korrespondent der ARD. In den Jahren 1974–1975 war er als Auslandskorrespondent in Bosnien.
In Von Toscanini zu Bernstein beschrieb Peter Dudzik 1987 die Geschichte (1936–1986) des Philharmonischen Orchesters Israels. Die eingehende Aufarbeitung der Geschichte der Tschechoslowakei (1918–1988) nahm er 1988 in dem Buch 70 Jahre ČSSR vor. Diese Thematik hat er mit der dreiteiligen Sendung Chronik der Tschechoslowakei und mit der Sendung Brücke in Prag, über die alte Franz-Josephs-Brücke über die Moldau in Prag, erweitert.
Im Jahr 1991 erhielt er den Fernsehpreis Telestar für das ARD-Auslandsstudio in Wien. Für seine Leistungen im deutschen Fernsehen  wurde er im Mai 2002 mit dem Bayerischen Fernsehpreis (Der Blaue Panther) ausgezeichnet.
Im Dezember 2002 hat Peter Dudzik in Jerusalem ein Interview mit dem damaligen Staatspräsidenten Israels  Mosche Katzav durchgeführt. Im Jahr 2007 war er als Gastdozent bei der Hochschule für Film und Fernsehen (kurz HFF) in München tätig.
Peter Dudzik hat im Oktober 2010 als Mitglied der Jury rund 200 Filme bei der Leuphana Universität Lüneburg gesichtet und gab ein Interview für die lokale Startwochenzeitung. Mit Martin Berger, Kazimierz Kutz und Josef Cyrus gehört er zu den Filmemachern, die aus Oberschlesien kommen.

## Filmografie (Auswahl)
- 1987: Von Toscanini zu Bernstein. 50 Jahre Philharmonisches Orchester Israel
- 1988: Chronik der Tschechoslowakei, dreiteilig
- 1989: Brücke in Prag
- 2001: Wir leben in Israel
- 2001: Von Oslo nach Nirgendwo
- 2001: Front-Einsatz nach dem Tod
- 2001: Traumziel oder Albtraum. Vom Leben in Gaza
- 2002: Eine Reise durch die Negev-Wüste
- 2002: Unterwegs auf der Parfumstraße
- 2003: Auf Schatzsuche in Israel, Unter Wasser und unter der Erde
- 2003: US-Resolution zu Grenzzaun
- 2004: Rotes Meer – Rote Felsen
- 2004: Gashghai-Nomaden im Iran
- 2004: Quer durch Jerusalem. Ein Streifzug durch die Altstadt
- 2005: Eine Fahrt von Akkon nach Jaffa
- 2005: Betteln vor der Synagoge
- 2007: Hochzeit im Niemandsland zwischen Syrien und Israel
- 2008: Hochzeitsbräuche in Israel
- 2007: Israel-die Besatzungsmacht
- 2012: Zwischen zwei Welten

## Preise und Auszeichnungen
- 1989: Hauptpreis in der Abteilung Fernsehen des Medienpreises des BdV in Bayern
- 1991: Telestar für ARD-Studio Wien
- 2002: Bayerischer Fernsehpreis

## Publikationen
- 70 Jahre ČSSR. TR-Verlagsunion, München 1988 DNB 890660581
- Der Nahe Osten. Traum oder Albtraum? Deutsche Apotheker- und Ärztebank, Düsseldorf 2002 DNB 96837106X